# جاناتان تیلور توماس
جاناتان تیلور توماس (انگلیسی: Jonathan Taylor Thomas) هنرپیشه و صداپیشه اهل ایالات متحده آمریکا است. او صداپیشگی سیمبا را در شیرشاه بر عهده داشته‌است.

## فیلمشناسی
- شیرشاه (۱۹۹۴) - صداپیشه
- پوم پوکو (۱۹۹۴) - صداپیشه نسخه آمریکایی
- مرد خانه (فیلم ۱۹۹۵)
- ماجراهای پینوکیو (فیلم ۱۹۹۶)
- آمریکای وحشی (۱۹۹۷)
- برای کریسمس خانه خواهم بود (۱۹۹۸)
- روزی که مردم زود بیدار شدم (۱۹۹۸)
- قدم زدن در مصر (۱۹۹۹)